# Leão Pedro dos Reis Amaral
Leão Pedro dos Reis Amaral (* 1917; † 2008) war ein osttimoresischer Politiker aus Viqueque.
Reis Amaral erhielt seine Ausbildung in der Missionsschule von Soibada. Er arbeitete als Lehrer, für die Kolonialverwaltung in Viqueque und bei der SAPT.
1974 war er einer der Gründer der Klibur Oan Timor Asuwain (KOTA), einer traditionalistischen Partei in Osttimor, die sich auf Liurais stützte, traditionelle Herrscher der kleinen Reiche in der Kolonie Portugiesisch-Timor. Zeitweise unterstützte die KOTA die indonesischen Besatzer (1975–1999), wandte sich aber spätestens 1998 gegen sie und schloss sich dem Conselho Nacional de Resistência Timorense (CNRT) an, dem Dachverband des osttimoresischen Widerstandes. Reis Amaral hatte vom verstorbenen José Martins den Vorsitz der KOTA übernommen.
Nach Abzug der Indonesier 1999 war Reis Amaral im Jahr 2000 bei der Konsolidierung der KOTA als 83-Jähriger bereits schwer erkrankt, so dass sein jüngerer Bruder Clementino dos Reis Amaral ihn als Parteivorsitzender vertrat. Dies war auch 2007 noch der Fall, ein Jahr vor dem Tod von Leão.

## Sonstiges
Amaral war der Onkel von José Luís Guterres und Isabel Guterres.